# Regów Nowy
Regów Nowy (do 14 lutego 2002 Nowy Regów) – wieś w Polsce położona w województwie mazowieckim, w powiecie kozienickim, w gminie Gniewoszów.
W latach 1975–1998 miejscowość administracyjnie należała do województwa radomskiego. 15 lutego 2002 nastąpiła zmiana nazwy z Nowy Regów na Regów Nowy.
Przez miejscowość przebiega droga wojewódzka nr 738.
Wierni kościoła rzymskokatolickiego należą do parafii Najświętszej Maryi Panny Królowej Różańca Świętego w Wysokim Kole.

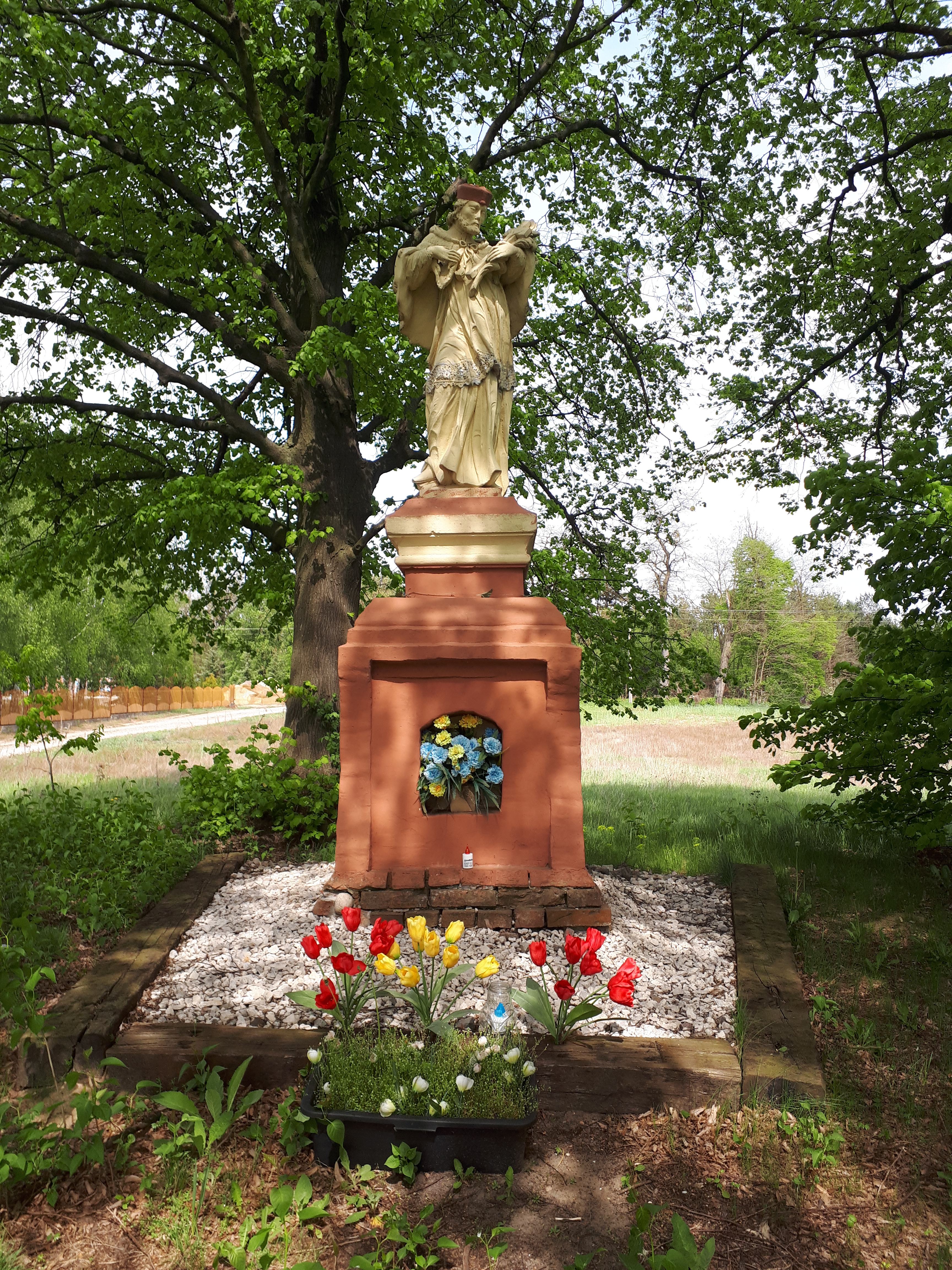
Figura Jana Nepomucena w Regowie Nowym